# Jeong Dong-ho
Jeong Dong-Ho (Busan, 7 maart 1990) is een Zuid-Koreaans voetballer.

## Carrière
Jeong Dong-Ho speelde tussen 2009 en 2011 voor Yokohama F. Marinos en Gainare Tottori. Hij tekende in 2012 bij Hangzhou Greentown.